# Leptocola fragilis
Leptocola fragilis es una especie de mantis de la familia Mantidae.

## Distribución geográfica
Se encuentra en Togo.